# Tranquinell
Tranquinell és una ocupació paleolítica al municipi de Llagostera (Gironès), declarada Bé cultural d'interès local.
L'ocupació s'iniciaria a l'Aurinyacià, consistent en un pla pla de petites dimensions amb força gruix de sediment sobre la roca granítica (poc habitual en aquest massís). La zona on s'ha trobat la major part del material està molt afectada per les construccions (actualment el planell és la rotonda, i antigament hi hagué un dolmen). Tot i això, en la zona Nord del Jaciment podrien quedar restes per excavar.

## Descobriment i història de les intervencions arqueològiques
El jaciment fou descobert per E. Fa, membre de l'Associació Arqueològica de Llagostera i està situat en zona urbana, per la carretera de Sant Llorenç arribant a la rotonda de la Urbanització Font Bona. Al coll del Massís de la Cadiretes.

## Troballes
El jaciment disposa d'un material constituït per indústria lítica i ceràmica. Pel que fa al material lític, hi ha 308 fragments, la majoria dels quals són de sílex. Cal destacar una punta de fletxa feta de peduncle i amb les aletes amb retoc pla, que podria tractar-se d'una intrusió.
D'altra banda, pel que fa a la ceràmica, el conjunt compta amb molt pocs fragments del Bronze Antic (molt malmesos), que juntament amb la punta de fletxa podria ser associat al dolmen desaparegut.